# 찰스 휘트니 길모어
찰스 휘트니 길모어(Charles Whitney Gilmore, 1874년 ~ 1945년)는 알라모사우루스, 알렉트로사우루스, 아르카이오르니토미무스, 박트로사우루스, 브라키케라톱스, 키로스테노테스, 몽골로사우루스, 마이아사우라, 피나코사우루스, 스티라코사우루스, 테스켈로사우루스 등의 북아메리카와 몽골리아의 백악기 용각류 공룡들을 발견한 미합중국의 고생물학자이다.
새로운 공룡을 기술할 때와 마찬가지로, 길모어는 스테고사우루스에 대한 1914년 논문, 육식 공룡에 대한 1920년 논문, 아파토사우루스에 대한 1936년 논문을 비롯한 여러 논문을 썼다.